# Futuro (gramática)
El futuro es uno de los posibles valores de tiempo gramatical, concretamente el referido a acontecimientos que, al momento del enunciado (en los futuros absolutos) o en el momento de referencia (en los futuros relativos), aún no ha sucedido.

## Introducción
El futuro como tiempo gramatical está mucho menos difundido entre las lenguas del mundo que el pasado. Existen lenguas que sólo distinguien un tiempo pasado de un tiempo no-pasado (presente y futuro). Además en muchas lenguas que poseen un tiempo futuro, el presente también se puede usar con sentido de futuro; por ejemplo en español coloquial se puede decir:
(a) No te preocupes, mañana lo miramos
(b) No te preocupes, mañana lo miraremos
Estas dos oraciones son básicamente equivalentes (algunos hablantes perciben en (b) un componente de incertidumbre debido a factores no mencionados, mientras que en (a) se da por seguro lo que pasará).
En lenguas como el chino estándar donde el sistema verbal ni se basa de ninguna manera el tiempo gramatical sino en el aspecto gramatical, no existe tampoco un tiempo gramatical específico para el futuro, y si los hablantes quieren referirse a acontecimientos futuros pueden usar palabras como 'mañana', 'el próximo mes', 'el año que viene', etc. Es decir, en chino, los acontecimientos futuros se pueden reflejar sólo de forma léxica o contextual pero no de forma explícitamente gramatical:
(c) Jīntiān pá shān，míngtiān lù yíng.
今天 爬 山, 明天 露 营。
'Hoy subimos/subiremos la montaña y mañana acamparemos al aire libre'
Literalmente: "Hoy subir montaña, mañana acampar aire libre".

## Futuros en español
En español el futuro absoluto se expresa mediante formas no perifrásticas (futuros simples y futuros compuestos), existen varios futuros porque en español simultáneamente la noción temporal de futuro se expresa la modalidad (indicativo, subjuntivo). En cambio el futuro prerifrástico permite expresar una forma de futuro relativo. En el futuro relativo el valor de futuro no es necesariamente respecto al momento de enunciar la frase sino respecto al instante en que ocurre otro suceso del enunciado.

### Futuro simple
En español han existido tradicionalmente dos formas de futuro simple (una para el indicativo y otra para el subjuntivo). Estas dos formas además de expresar un acontecimiento futuro (ya sea futuro real, posible, imaginado o contrafactual) está caracterizado además por ser de aspecto imperfecto. A continuación se dan dos ejemplos de estas dos formas de futuro:
(indicativo) Mañana llegará Juan
(indicativo) El lunes iré al cine con Pablo
(subjuntivo) Quien incumpliere esta regla, será sancionado
El futuro simple de subjuntivo tiene un uso muy restringido en la lengua hablada, donde en gran parte ha desaparecido siendo un arcaísmo reservado a textos más formales, particularmente textos jurídicos.

### Futuro perfecto
En español, es el que se forma con el futuro simple de haber (verbo auxiliar) más el participio del verbo indicado. Ejemplos:
- Mañana habré llegado.
- Para cuando hubiere llegado.

### Futuro perifrástico
En español existe una forma de futuro, que semánticamente suele designar un futuro inmediato o un futuro cercano no especificado, construido como perífrasis verbal con el verbo ir y la preposición a.
(1) Pronto voy a irme de aquí.
(2) Iba a irme pero he decidido quedarme.
(3) Cuando vaya a irme te avisaré.
Varios estudios han comprobado que el tiempo futuro preferido en países hispanohablantes es el futuro perifrástico.

### Valores trasladados
Además el futuro en español posee principalmente tres valores trasladados. 
- De carácter obligatorio/imperativo: «Harás lo que yo te diga».
- De posibilidad de presente: «A estas alturas ya habrá llegado a su casa».
- De incertidumbre en expresiones de sorpresa: «¿Será posible?».